# George Coleman
George Coleman (Memphis, 8 marzo 1935) è un sassofonista statunitense, noto soprattutto per le sue collaborazioni con Miles Davis e Herbie Hancock negli anni sessanta.

## Biografia
Coleman imparò a suonare il sax contralto durante l'adolescenza, quando aveva come compagni di liceo Harold Mabern, Booker Little, Frank Strozier, Hank Crawford e Charles Lloyd. Dopo aver lavorato con Ray Charles, fu assunto da B.B. King nel 1955 e passò al sax tenore. Nel 1956 fu a Chicago, suonando con Gene Ammons e Johnny Griffin prima di essere assunto da Max Roach, nel 1958. Con questo gruppo si spostò a New York, dove intraprese una collaborazione con Slide Hampton, prima che Miles Davis gli chiedesse, nel 1963, di unirsi al suo nuovo gruppo che a quell'epoca annoverava tra i suoi membri Frank Strozier, Harold Mabern, Ron Carter e Jimmy Cobb.
Con Davis, Coleman incise diversi album, tra i quali spiccano quelli realizzati con sezione ritmica composta da Carter, Tony Williams e Herbie Hancock (soprattutto My Funny Valentine e Four and More, entrambi registrati dal vivo nel 1964 durante un concerto al Lincoln Center). Poco dopo questo concerto, il suo posto fu preso da Wayne Shorter. L'anno dopo, registrò con Hancock l'album Maiden Voyage, uno dei migliori del pianista.
Negli anni che seguirono, Coleman intraprese collaborazioni con Chet Baker, Charles Mingus, Shirley Scott, Clark Terry, Horace Silver, Lee Morgan, Elvin Jones, Ahmad Jamal e molti altri. Dall'inizio degli anni 1970 suona come leader oltre a collaborare in gruppi diretti da altri. Nel 2002, ha preso parte, con Ron Carter, Jimmy Cobb e Mike Stern, all'album Four Generations of Miles.
Coleman è un solista che è stato spesso troppo sottovalutato. Miles Davis disse di lui che era "perfino troppo perfetto" e gli album da lui incisi con Davis (messi ingiustamente in ombra da quelli incisi nel periodo del secondo quintetto) lo fanno risaltare come un solista lirico di grandissima qualità: un buon esempio è il suo album del 1998 I Could Write a Book, dove si cimenta anche al sax soprano, oltre che al contralto e al tenore.